# Alpinia maxii
Alpinia maxii är en enhjärtbladig växtart som beskrevs av Rosemary Margaret Smith. Alpinia maxii ingår i släktet Alpinia och familjen Zingiberaceae.
Artens utbredningsområde är Sulawesi. Inga underarter finns listade i Catalogue of Life.